# Grand Théâtre de Göteborg
Le Grand Théâtre de Göteborg,Stora Teatern, d'abord Nya Theatern, puis Stora Teatern 1880, plus connu sous le nom de Storan, est un bâtiment de musique et de théâtre situé dans le quartier de Lorensberg à Göteborg, inauguré en 1859. Le bâtiment - dont la désignation de propriété est Lorensberg 38:2 - est blanc, construit en pierre et situé seul dans Kungsparken, juste au sud de Kungsportsplatsen, à l'adresse Kungsparken 1. Le bâtiment du théâtre a été le premier bâtiment en pierre plus important en dehors de Vallgraven.

## Histoire récente
Le 17 mars 2003, un bail a été signé entre KIGAB (une société du groupe Higab) et l'Association suédoise des artistes et des musiciens, qui courait successivement jusqu'en 2023, avec la possibilité d'une extension. KIGAB a rénové l'intérieur du bâtiment pour un coût de 60 millions de couronnes suédoises et a créé un certain nombre de salles de concert, de fête et de conférence, ainsi qu'un restaurant connu sous le nom de Grill Del Mundo depuis 2008. Pendant la rénovation, le bâtiment a également été équipé d'un studio d'enregistrement basé sur ProTools, qui permet d'enregistrer en direct depuis deux des trois scènes. Depuis sa réouverture en 2003, la SAMI a organisé des concerts, des conférences et des restaurants dans le bâtiment.
Le 1er mars 2010, le SAMI a annoncé qu'il fermerait ses portes cette année-là en raison de difficultés financières.
Depuis le 1er avril 2011, l'administration culturelle de Göteborg a été chargée par le groupe Higab de gérer les opérations à Stora Teatern. L'administration culturelle gère la location de l'auditorium et de la scène du club aux organisateurs de musique et d'arts du spectacle.